# Colibrí del riu Napo
El colibrí del riu Napo (Campylopterus villaviscensio) és una espècie d'ocell de la família dels troquílids (Trochilidae) que habita boscos transformats i vegetació secundària del vessant orietal dels Andes de l'Equador i nord-est del Perú.